# Хронологија ФНРЈ и КПЈ март 1948.
Хронолошки преглед важнијих догађаја везаних за друштвено-политичка дешавања у Федеративној Народној Републици Југославији (ФНРЈ) и деловање Комунистичке партије Југославије (КПЈ), као и општа политичка, друштвена, спортска и културна дешавања која су се догодила у току марта месеца 1948. године.
| ← фебруар | ← фебруар | ← фебруар | ← фебруар | ← фебруар | ← фебруар | ← фебруар | ← фебруар | ← фебруар | Хронологија ФНРЈ и КПЈ током 1948. године | Хронологија ФНРЈ и КПЈ током 1948. године | Хронологија ФНРЈ и КПЈ током 1948. године | Хронологија ФНРЈ и КПЈ током 1948. године | Хронологија ФНРЈ и КПЈ током 1948. године | Хронологија ФНРЈ и КПЈ током 1948. године | Хронологија ФНРЈ и КПЈ током 1948. године | Хронологија ФНРЈ и КПЈ током 1948. године | Хронологија ФНРЈ и КПЈ током 1948. године | Хронологија ФНРЈ и КПЈ током 1948. године | Хронологија ФНРЈ и КПЈ током 1948. године | Хронологија ФНРЈ и КПЈ током 1948. године | Хронологија ФНРЈ и КПЈ током 1948. године | Хронологија ФНРЈ и КПЈ током 1948. године | Хронологија ФНРЈ и КПЈ током 1948. године | април → | април → | април → | април → | април → | април → | април → |
| 1         | 2         | 3         | 4         | 5         | 6         | 7         | 8         | 9         | 10                                        | 11                                        | 12                                        | 13                                        | 14                                        | 15                                        | 16                                        | 17                                        | 18                                        | 19                                        | 20                                        | 21                                        | 22                                        | 23                                        | 24                                        | 25      | 26      | 27      | 28      | 29      | 30      | 31      |

### 1. март
- У Београду одржана седница ЦК КПЈ Југославије, на којој је разматран и одбијен захтев Јосифа Стаљина, предат још 10. фебруара југословенској делегацији у Москви, за стварање федерације ФНР Југославије, НР Бугарске и НР Албаније, са образложењем да би то представљало опасност за Југославију, њен суверенитет и привредни развој. Тито је сматрао да би питање федерације са Бугарском захтевало стварање јединствене комунистичке партије, а између КПЈ и БРП(к) су постојале идеолошке разлике. На крају је подвучено да се Југославија налази у борби за извршење Петогодишњег плана и да би је улажење у федерацију са Бугарском и Албанијом омело у томе.[1][2]

### 4. март
- У Београду председник Владе ФНРЈ Јосип Броз Тито примио Филипа Нелбаба директора Уједињеног фонда Сједињених Америчких Држава за помоћ Југославији. Пријему је присуствовао и Павле Грегорић, министар без ресора у Влади ФНРЈ.[2]

### 6. март
- У Београду, 6. и 7. марта, одржан Други конгрес Друштва за културну сарадњу Југославија—СССР, на коме је разматран извештај о раду друштва између два конгреса и изабрана нова Управа, чији је председник био  Маријан Стилиновић.[3][4]

### 7. март
- У Новом Саду одржана Годишња конференција Покрајинског одбора Народног фронта Србије за Војводину, на којој је поднет извештај о раду Народног фронта у протеклој години. Конференција је утврдила даље задатке и изабрала нови Покрајински одбор од 121 члана.[3]

### 10. март
- Поводом трогодишњице потписивања Уговора о узајамној помоћи и послератној сарадњи између ФНРЈ и СССР председник Владе ФНРЈ Јосип Броз Тито упутио телеграм Јосифу Стаљину у коме је изразио жељу „да тај истински чин послужи нашим народима као гаранција мирног развитка”.[2]

### 18. март
- Влада СССР донела одлуку о опозиву из Југославије свих војних стручњака, а наредног дана и одлуку о опозиву цивилних стручњака, са образложењем да су „окружени непријатељством”.[3][4]

### 20. март
- Председник Владе ФНРЈ Јосип Броз Тито упутио писмо министру иностраних послова СССР Вјачеславу Молотову у коме га је упозорио на штетност поступака и неоснованост разлога, наведених од стране совјетске владе, за повлачење војних и цивилних стручњака из Југославије.[3][2][4]
- Објављена „Трипартитна деклерација” којом су Сједињене Америчке Државе, Велика Британија и Француска предлагале ревизију Уговора о миру са Италијом (потписан 10. фебруара 1947) којом би целокупна Слободна територија Трста, укључујући Зону „Б”, којом је од 16. септембра управљала Југословенска армија, припадне Италији.[3][4]
- У Београду, 20. и 21. марта, одржан Други конгрес Народног фронта Србије, коме је присуствовало 1.137 делегата. Конгрес је као основни задатак истакао јачање организација Народног фронта и његово ангажовање на реализацији Петогодишњег плана. Заставицу најбоље среске организације Народног фронта у Србији добио је Тимочки срез, за најуспешнију градску организацију Народног фронта проглашен је Нови Сад, а подељено је и 4.904 одликовања најбољим члановима. За председника Главног одбора поново је изабран Благоје Нешковић.[3][2]

### 22. март
- Влада ФНРЈ предала протестне ноте владама Сједињених Америчких Држава, Велике Британије и Француске, у којима је протествовала против предлога промене одредаба мировног уговора са Италијом у погледу Трста, без претходне сагласности Југославије.[3][4]

### 24. март
- У Новом Саду одржана Друга покрајинска конференција Народне омладине Србије за Војводину, на којој су изнети радни резултати омладине између Прве и Друге конференције. Након утврђивања задатака, Конференција је изабрала Покрајинско веће од 69 чланова.[3]

### 27. март
- Централни комитет СКП(б) упутио писмо Централном комитету КПЈ у коме је поновио образложење Владе СССР за повлачење совјетских војних и цивилних стручњака из Југославије (донето 18. и 19. марта). У писму су проширене оптужбе и клевете на рачун руководства ФНРЈ и КПЈ, наводећи да је Совјетска армија у Југославији дискредитована, да у КПЈ нема демократије, да у Југославији јачају капиталистички елементи на селу и др. Писмо је истовремено упућено руководствима комунистичких партија чланица Информбироа. Са писмом се најпре 8. априла сложило руководство КП Мађарске, а потом руководства комунистичких партија Чехословачке, Румуније и Бугарске.[3][2][4]
- У Београду, на седму годишњицу великих мартовских демонстрација (1941) организован пренос посмртних остатака народних хероја и револуционара Иве Лоле Рибара (1916—1944), који су пренети из Јајца и Ивана Милутиновића (1901—1944), који су пренети са Новог гробља. Након што су били изложени у Дому армије, где су им грађани одали почаст, њихови посмртни остаци су сахрањени у новоизграђену Гробницу народних хероја на Калемегдану.[2]